# Жилино-2
Жи́лино-2 (рос. Жилино-2) — селище у складі Люберецького міського округу Московської області, Росія.

## Населення
Населення — 299 осіб (2010; 172 у 2002).
Національний склад (станом на 2002 рік):
- росіяни — 97 %